# Very (album)
Very è il quinto album in studio del gruppo musicale britannico Pet Shop Boys, pubblicato nel 1993.

## Descrizione
Composto da dodici brani, il titolo scelto per il disco è stato motivato dal cantante Neil Tennant in quanto esso «è molto Pet Shop Boys: è molto buono, è molto energico, è molto romantico, è molto triste, è molto pop, è molto ballabile e per certi versi è molto buffo». Il duo ha prestato attenzione anche alla produzione, da loro curata insieme a Stephen Hague e Brothers in Rhythm, avendo in mente di realizzare un «mega album dance-pop».
L'album si caratterizza anche per la particolare custodia, che assume lo stesso design della LEGO, che ha permesso a Very di ricevere una candidatura ai Grammy Award. Il disco è stato successivamente esposto in un'esibizione al MOMA di New York.

## Promozione
Nella stessa data di pubblicazione di Very, i Pet Shop Boys hanno reso disponibile un'edizione speciale contenente un CD aggiuntivo (intitolato Relentless) contenente materiale inedito descritto dal duo come «più sperimentale e da discoteca». A tal proposito, Tennant sottolineò: «avevamo diversi brani strumentali ai quali non riuscivo a pensare ad alcuna parola per comporne un testo. Ci piacevano così e non valeva la pena aggiungere un qualcosa di più».
Il 4 giugno 2001 è uscita una nuova ristampa dell'album contenente un secondo disco che racchiude materiale extra registrato tra il 1992 e il 1994. La ristampa di Very entrò nella Official Albums Chart britannica alla posizione 131.

### LaVery-era
Per tutta la durata della promozione dell'album, i Pet Shop Boys utilizzarono costumi di diverso tipo e colore, differenziati fra loro per ogni singolo pubblicato. I suddetti costumi vennero utilizzati anche per le performance live che il duo fece durante questa fase della loro carriera, fase che fu ribattezzata la"Very-era".
Oltre all'utilizzo di costumi particolari, la "Very-era" si caratterizza anche per il frequente utilizzo di computer e realtà virtuale (anche in questo caso, per ogni singolo estratto) che il duo utilizzò.

## Riconoscimenti
- Secondo il magazine Q, Very è al 91º posto fra i 100 miglior album inglesi mai pubblicati.
- Anche Very è incluso nel libro 1001 album da ascoltare prima di morire.

## Tracce
1. Can You Forgive Her? – 3:53
2. I Wouldn't Normally Do This Kind of Thing – 3:03
3. Liberation – 4:05
4. A Different Point of View – 3:26
5. Dreaming of the Queen – 4:19
6. Yesterday, When I Was Mad – 3:55
7. The Theatre – 5:10
8. One and One Make Five – 3:30
9. To Speak Is a Sin – 4:45
10. Young Offender – 4:49
11. One in a Million – 3:53
12. Go West – 8:14 – contiene la traccia fantasma Postscript

Very Relentless – CD bonus nell'edizione speciale
1. My Head Is Spinning – 6:33
2. Forever in Love – 6:18
3. KDX 125 – 6:25
4. We Came from Outer Space – 5:23
5. The Man Who Has Everything – 6:00
6. One Thing Leads to Another – 6:27

Further Listening 1992-1994 – CD bonus nella riedizione del 2001
1. Go West (1992 Twelve-Inch Mix) – 9:12
2. Forever in Love – 5:44
3. Confidential (Demo for Tina) – 4:48
4. Hey, Headmaster – 3:06
5. Shameless – 5:04
6. Too Many People – 4:26
7. I Wouldn't Normally Do This Kind of Thing (Seven-Inch Version) – 4:45
8. Violence (Haçienda Version) – 5:01
9. Falling (Demo for Kylie) – 4:38
10. Decadence – 3:56
11. If Love Were All – 3:01
12. Absolutely Fabulous – 3:47
13. Euroboy (Single Version) – 4:30
14. Some Speculation – 6:35
15. Yesterday, When I Was Mad (Single Version) – 4:02
16. Girls and Boys (Live in Rio) – 4:55

## Classifiche

### Classifiche settimanali
| Classifica (1993) | Posizione massima |
| ----------------- | ----------------- |
| Australia         | 2                 |
| Austria           | 6                 |
| Canada            | 9                 |
| Francia           | 19                |
| Germania          | 1                 |
| Giappone          | 14                |
| Norvegia          | 8                 |
| Nuova Zelanda     | 19                |
| Paesi Bassi       | 18                |
| Regno Unito       | 1                 |
| Spagna            | 53                |
| Stati Uniti       | 20                |
| Svezia            | 1                 |
| Svizzera          | 1                 |
| Ungheria          | 2                 |

### Classifiche di fine anno
| Classifica (1993) | Posizione |
| ----------------- | --------- |
| Australia         | 47        |
| Svizzera          | 37        |